# William Maxwell (Fußballspieler)
William Sturrock Maxwell (* 21. September 1875 in Arbroath; † 14. Juli 1940 in Bristol) war ein schottischer Fußballspieler und -trainer.

## Laufbahn

### Spieler
Maxwell schloss sich zu Beginn der 1890er Jahre, zu dieser Zeit noch als Amateur, dem FC Arbroath sowie danach Heart of Midlothian und dem FC Dundee an. 1895 wurde er mit seinem Wechsel zum englischen Klub Stoke City zum Profi. In Stoke erzielte er in 155 Ligaspielen 74 Tore erzielte.
Im April 1898 wurde Maxwell in die schottische Nationalmannschaft berufen. Der Einsatz beim 1:3 gegen England im Glasgower Celtic Park blieb sein einziger Länderspiel-Einsatz blieb.
1901 verließ Maxwell Stoke, um sich Third Lanark anzuschließen. Bis zu seinem Karriereende 1909 folgten zudem noch die Stationen Sunderland, Millwall und Bristol City, bei denen er seine hohe Trefferquote beibehalten konnte. In der Saison 1901/02 wurde er Torschützenkönig der Scottish Football League.

### Trainer
Nachdem er 1909 seine Spielerlaufbahn beendet hatte, wandte Maxwell sich noch im selben Jahr dem Trainerberuf zu und ging nach Belgien, um den Leopold FC zu übernehmen. Ab 1910 trainierte er die belgische Nationalauswahl, die er erst 18 Jahre später an den Österreicher Viktor Löwenfeld übergab.
Später trainierte er eine Saison lang Cercle Brügge, mit denen er 1937/38 die Meisterschaft der Division I gewann. Er starb 1940.

## Erfolge
Als Spieler
- Meister der Football League Second Division (1): 1905/06
- Torschützenkönig der Scottish Division One (1): 1901/02

 Als Trainer
- Meister der Division I (1): 1937/38